# کریستوفر روکیا
کریستوفر روکیا (انگلیسی: Christopher Rocchia؛ زادهٔ ۲ فوریهٔ ۱۹۹۸) بازیکن فوتبال اهل فرانسه است.
از باشگاه‌هایی که در آن بازی کرده‌است می‌توان به باشگاه فوتبال المپیک مارسی و باشگاه فوتبال سوشو اشاره کرد.